# The King Is Alive
The King Is Alive ist ein Film vom dänischen Regisseur Kristian Levring, gedreht im Jahr 2000 in Dänemark nach den Richtlinien des Dogma 95-Manifestes.

## Handlung
Als ihr Bus mitten in der namibischen Wüste den Geist aufgibt, sucht eine Touristengruppe Zuflucht in einer Geisterstadt. Plötzlich kommt die Idee auf, mit einem Theaterstück von der langsam aufkeimenden Verzweiflung abzulenken. Die Laien proben „König Lear“ von Shakespeare. Je unwahrscheinlicher ihre Rettung wird und je dramatischer die Wasservorräte zu Ende gehen, desto aggressiver wird der Umgangston. Der Kampf ums nackte Überleben mündet schließlich – ganz wie Shakespeare es entworfen hat – in einer Katastrophe.

## Auszeichnungen
- „Beste Schauspielerin“ auf dem Tokyo International Film Festival 2000 für Jennifer Jason Leigh.
- „Student Jury Award“ auf dem Manaki Brothers Film Festival 2001 für Jens Schlosser.
- „Robert“ auf dem Robert Festival 2002 für Jens Schlosser (Beste Kamera).

## Hintergründe
Der Film wurde in Kolmanskuppe (Namibia) gedreht. Die Weltpremiere fand am 11. Mai 2000 auf den Internationalen Filmfestspielen von Cannes statt. Am 15. September 2000 wurde der Film auf dem Toronto International Film Festival gezeigt, dem am 29. Oktober 2000 das Tokyo International Film Festival und später einige anderen Filmfestivals folgten. Er wurde in 10 Kinos der USA gezeigt, in den er ca. 103,5 Tsd. US-Dollar einspielte.
Der Film wurde dem 1999 überraschend verstorbenen Brion James gewidmet.